# 壱岐神楽
壱岐神楽（いきかぐら）は、長崎県壱岐市に伝わる神楽である。市内各地の神社の例祭の際に舞われ、規模により大大神楽、大神楽、小神楽、幣神楽に分類がされる。1987年1月8日に重要無形民俗文化財に指定された。
一般的な神楽は神楽組等の神楽を演じる専門の団体が存在する。しかし壱岐神楽は芸能の面が強い他の神楽と比べてより神祭りに近く、壱岐の神社に奉職する神職しか舞う事や音楽を演奏する事が一切許されない神聖な物である。地元では神楽と言えば壱岐神楽の事である為、単純に御神楽（おかぐら）と呼ばれる。

## 歴史
正確な創始時期は定かではないが、1435年11月吉日の壱岐最古の社家吉野家の文書に神楽の舞人の人数等の記述が残っているため、少なくともそれ以前の創始である事が分かる。また江戸時代に壱岐神楽を平戸にて公演した事が一つのきっかけとなり、同じ重要無形民俗文化財である平戸神楽が作られた。このような縁により、壱岐神楽と平戸神楽は神相撲舞や二剣舞など似た舞が多く兄弟神楽と呼ばれている。

## 演目
壱岐神楽には太鼓始（たいこはじめ） 、勧盃（かんぱい）、神遊（かみあそび）、四本幣（しほんべい）、二本幣（にほんべい）、注連舞（しめまい）、真榊（まさかき）、野槌（のづち）、鉾（ほこまい）、八咫烏（やたがらす）、篠（ささまい）、殿保賀比（とのほがい）、神酒保賀比（みきほがい）、四剱（しけん）、二剣（にけん）、四弓（しきゅう）、二弓（にきゅう）、五方（ごほう）、神相撲（かみすもう）、折敷（おしき）、湯立行事（ゆだちぎょうじ）、御湯舞（みゆのまい）、思兼（おもいかね）、太多女（ふとだめ）、於屋根（おやね）、手力男（たぢからお）、阿知女（あぢめ）、猿田彦（さるたひこ）、宇豆女（うずめ）、八散供米（やちくま）、豊年舞（ほうねんまい）、漁舞（りょうまい）の各演目がある。
中でも「神相撲」は他の神楽では中々見られないアクロバティックな演目で目を引く。他に非常にテクニカルな「折敷」や、三本の刀を両手と口に咥えて舞う「二剣」が人気の演目である。また、「八散供米」は壱岐大大神楽の最終演目であり最も神聖性の高い演目である。また「豊年舞」、「漁舞」は番外とされる。